# Kirchenviertel (Gemeinde Ratten)
Kirchenviertel ist eine Ortschaft und eine Katastralgemeinde der Gemeinde Ratten im Bezirk Weiz in Steiermark.  Die Ortschaft hat 746 Einwohner (Stand 1. Jänner 2024).

## Geografie
Die Ortschaft besteht aus den Dörfern Ratten Oberdorf und Ratten Unterdorf (731 m ü. A.), den Streusiedlungen Alm (1040 m ü. A.), Kirchenriegel (920 m ü. A.), Niesnitzgraben (780 m ü. A.) und Pacher (720 m ü. A.), den Einzellagen Großsteinerbauer, Jagerhofer, Kaiserbauer, Kirchenberger, Oberer Hochegger, Oberer Moosbauer, Oberer Pangasegger, Pusterhofer, Schwaighofer, Schwarzenhofer, Staudenbauer, Unterer Hochegger, Unterer Moosbauer, Unterer Pangasegger und Windhaber sowie den Siedlungen Grubfeldsiedlung, Waldheimatsiedlung und Wochenendsiedlung. Im Süden davon befindet sich Pacher als Ortschaft von Strallegg.

## Siedlungsentwicklung
Zum Jahreswechsel 1979/1980 befanden sich in der Katastralgemeinde Kirchenviertel insgesamt 206 Bauflächen mit 72.588 m² und 98 Gärten auf 51.041 m², 1989/1990 gab es 197 Bauflächen. 1999/2000 war die Zahl der Bauflächen auf 585 angewachsen und 2009/2010 bestanden 347 Gebäude auf 629 Bauflächen.

## Geschichte
Laut Adressbuch von Österreich waren im Jahr 1938 in Kirchenviertel ein Bäcker, zwei Gastwirte, drei Gemischtwarenhändler, ein Gerber, zwei Schmiede, ein Schneider, zwei Schuster, ein Wagner und zahllose Landwirte ansässig.

## Bauwerke
in der Katastralgemeinde befinden sich die Pfarrkirche, der Pfarrhof, das Pfarrheim und die Rosenkranz-Kapelle, die alle denkmalgeschützt sind.

## Bodennutzung
Die Katastralgemeinde ist land- und forstwirtschaftlich geprägt. 489 Hektar wurden zum Jahreswechsel 1979/1980 landwirtschaftlich genutzt und 609 Hektar waren forstwirtschaftlich geführte Waldflächen. 1999/2000 wurde auf 449 Hektar Landwirtschaft betrieben und 616 Hektar waren als forstwirtschaftlich genutzte Flächen ausgewiesen. Ende 2018 waren 415 Hektar als landwirtschaftliche Flächen genutzt und Forstwirtschaft wurde auf 633 Hektar betrieben. Die durchschnittliche Bodenklimazahl von Kirchenviertel beträgt 16,5 (Stand 2010).